# Marty Cooksey
Marty Cooksey (eigentlich Martha Cooksey; * 18. Juli 1954) ist eine ehemalige US-amerikanische Langstreckenläuferin.
1978 siegte sie beim Mission Bay Marathon und beim Avon-Marathon. Als Zweite beim New-York-City-Marathon wurde sie US-Meisterin, und kurz darauf wurde sie ebenfalls Zweite beim Honolulu-Marathon. Im Jahr darauf gewann sie den Hang Ten Marathon. 1980 wurde sie Sechste beim Avon-Marathon und Vierte in Honolulu.
Bei den Crosslauf-Weltmeisterschaften 1982 in Rom kam sie auf den 17. Platz. 1983 wurde sie Zweite beim California International Marathon, und 1984 lief sie bei der US-Vorausscheidung für den olympischen Marathon auf Rang 13 ein.
1986 wurde sie Zweite beim Freihofer’s Run for Women und Vierte bei der Straßenlauf-Weltmeisterschaft für Frauen. Im darauffolgenden Jahr wurde sie Dritte beim Crescent City Classic, Fünfte beim Pittsburgh-Marathon und siegte bei den Panamerikanischen Spielen in Indianapolis über 10.000 m. 1988 wurde sie Elfte bei der Straßenlauf-Weltmeisterschaft und belegte beim Chicago-Marathon den 13. Platz.
Zweimal wurde sie US-Meisterin im 30-km-Straßenlauf (1979, 1980) und je einmal im 5-km-Straßenlauf (1986) und im Marathon (1978).

## Persönliche Bestzeiten
- 5000 m: 15:32,65 min, 19. Juli 1987, Hengelo
- 10.000 m: 32:34,73 min, 20. Juni 1986, Eugene
- 10-km-Straßenlauf: 32:12 min, 4. April 1987, New Orleans
- 15-km-Straßenlauf: 48:41 min, 9. November 1986, Lissabon
- 30-km-Straßenlauf: 1:50:45 h,	10. Mai 1980, Pasadena
- Marathon: 2:35:42 h, 12. Mai 1984, Olympia